# Marisa de las Nieves Delgado
Marisa de las Nieves Delgado (ur. 27 maja 1978 w Base Esperanza, Antarktyda Argentyńska) – argentyńska działaczka społeczna, prawniczka i nauczycielka. Pierwsza kobieta urodzona na kontynencie Antarktydy.

## Życiorys
Nieves Delgado urodziła się 27 maja 1978 roku w argentyńskiej bazie badawczej położonej na Antarktydzie, na czubku Półwyspu Antarktycznego. Została tam również ochrzczona. Jej rodzice, Juana Pabla Benítez oraz Néstor Arturo Delgado – emerytowany żołnierz, razem z rodzicami innych osób urodzonych w bazie Esperanza, zostali tam wysłani, aby ustalić, czy możliwe jest zasiedlenie kontynentu przez osoby cywilne – dla wzmocnienia argentyńskich roszczeń terytorialnych. Jej rodzina opuściła bazę w grudniu 1978 roku.
Pracowała jako nauczycielka języka angielskiego. Uczęszczała do Instituto Social Militar Dr. Dámaso Centeno, mundurowej szkoły średniej. W 2004 roku ukończyła studia prawnicze na Universidad Nacional de Lomas de Zamora. Od 2006 do 2009 roku pracowała w argentyńskim systemie penitencjarnym. W 2009 roku wyemigrowała do Stanów Zjednoczonych.
Nieves Delgado jest założycielką Fundacji Rodaków Antarktydy. Fundacja została powołana w 2023 roku w Nowym Jorku, od tego czasu Nieves Delgado pełni w niej funkcję prezeski.
Jest członkinią organizacji La Pingüinera, stowarzyszenia dzieci urodzonych na Antarktydzie, które spędziły tam zimę. Emilio Marcos Palma, pierwszy mężczyzna urodzony na tym kontynencie, nie jest jej członkiem, gdyż nie spędził tam zimy.

## Życie prywatne
Jej ojciec był argentyńskim żołnierzem, który brał udział w wojnie o Falklandy oraz był członkiem operacji pokojowej wysłanej do Chorwacji w 1995 roku. Ma dwójkę rodzeństwa, starszych o 7 i 14 lat.